# Mohamed Boulaouidet
Mohamed El Hadi Boulaouidet (sinh ngày 5 tháng 5 năm 1990 ở Constantine) là một cầu thủ bóng đá người Algérie, thi đấu ở vị trí tiền đạo.

## Sự nghiệp câu lạc bộ
Vào tháng 6 năm 2015, Boulaouidet gia nhập JS Kabylie, ký bản hợp đồng 2 năm với câu lạc bộ.